# 瀬名波孝子
瀬名波 孝子（せなは たかこ、1933年〈昭和8年〉1月16日 - ）は、日本の女優。沖縄県那覇市出身。

## 経歴・人物
1933年、沖縄県那覇市久茂地に父・瀬名波起順、母・オトの長女として生まれる。
3～4歳の頃から叔父・神里カミーより筝と舞踊の手ほどきを受け、小学3年生だった1942年、長兄の同級生で当時軍事物の舞台に出る子役を探していた親泊元清に大正劇場へ連れて行かれる。大正劇場では劇団・真楽座の面々が稽古に励んでおり、同劇団旗揚げ人の一人・玉城盛義や先輩役者・糸村ツル子の勧めで初舞台を踏んだ。
やがて沖縄戦下に入り、沖縄芝居も軍慰問公演へと形を変えた。十・十空襲などの戦火をくぐり抜けながら終戦を迎え、瀬名波は1947年に松劇団の一員として舞台復帰。翌1948年には梅劇団で活動していた玉城盛義より「君は私の弟子だから、梅劇団へおいで」と声がかかり、同劇団へ移籍。
梅劇団解散後は南月舞劇団を経て1953年、真喜志康忠によって旗揚げされたときわ座に加入し、そこで松茂良興栄と出会い結婚。翌1954年には夫婦でみつわ座を旗揚げした。しかし、程なくして沖縄芝居の舞台公演は映画やテレビといった新しい娯楽に押されるようになり、各劇団は厳しい経営が強いられるようになる。そのあおりを受けてみつわ座は1960年に解散。
高度経済成長による娯楽多様化の新時代到来に対応すべく、1965年に那覇市牧志にあった映画館・沖映本館が当時としては画期的な舞台装置を備えた演劇専用の劇場へと改装された。沖映本館では翌1966年から1977年まで計89回にわたって常打ちの自主公演・沖映演劇が上演され、本土復帰前後において沖縄芝居の一時代を築いた。瀬名波は沖映演劇のレギュラー役者の一人として人気を博し、男役から幽霊役に至るまで幅広い役柄を演じた。中でも幽霊物はみんなが断るからという理由から引き受けて「大島今門小」「真嘉比道の逆立ち幽霊」「十貫瀬の七つ墓」「真玉橋由来記」などの怪談劇に出演したが、結果としてその幽霊役が当たり役となり「ユーリィー孝子（幽霊孝子）」の異名で親しまれた。
1977年の沖映演劇閉幕後はフリーの役者として活動し、現在に至るまで若手の演技指導などで精力的に活動。

## 受賞歴
- 1999年：沖縄県指定無形文化財「琉球歌劇」保持者[4][10]
- 2012年：沖縄県文化功労者[4][11]
- 2015年：沖縄芸能連盟功労賞[4]
- 2017年：琉球新報賞[4][12]
- 2021年：沖縄県功労者[13][14]
- 2024年：旭日双光章受章[15]

## 出演

### 映画
- 吉屋チルー物語（金城哲夫監督、1963年） - マジル（真鶴） 役
- イツカ波ノ彼方ニ（丹野雅仁監督、2005年）
- カフーを待ちわびて（原田マハ原作・中井庸友監督、2009年） - 玉城ミツ 役
- オバアは喜劇の女王 仲田幸子 沖縄芝居に生きる（出馬康成監督、2011年）
- わらいのかみさま（又吉安則監督、2013年）
- シェル・コレクター（坪田義史監督、2016年）
- なんくるないさぁ劇場版 生きてるかぎり死なないさぁ（野田孝則監督、2022年） - ユタ 役（特別出演）
- 遠いところ（工藤将亮監督、2023年）

### テレビドラマ
- 郷土劇場（沖縄テレビ）
  - 運玉義留（1961年）
  - 武士松茂良（1968年）
  - 無常の運命（1997年）
  - 白雨の瞬間（1998年）
  - 怪談「逆立ち幽霊」（2003年）
  - 崎樋川の蛇（2003年）
- 僕の島/彼女のサンゴ（NHK、2008年）
- 栄町ラプソディー（沖縄テレビ、2009年） - 主演
- 運命の人 最終話（TBS、2012年）
- 甲子園とオバーと爆弾なべ（NHK BSプレミアム、2019年）
- 孤独のグルメ2023大晦日スペシャル 井之頭五郎、南へ逃避行「探さないでください。」（テレビ東京、2023年12月31日） - 島袋・母 役

### 舞台（沖縄芝居）
- 沖映演劇（1966年 - 1977年）

他、多数